# Herman Collenius

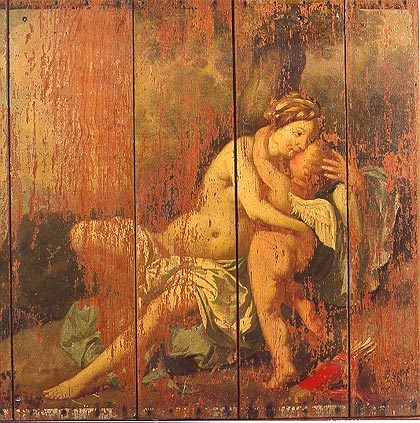
Herman Collenius, Vénus cajole Amour, 1685.

Herman Collenius (Kollum, 1650 - Groningue, 1723) est un portraitiste et peintre d'histoire de Groningue. Il réalise des portraits et des représentations de sujets historiques. Il est également actif comme peintre d'intérieur. Son œuvre la plus connue dans ce domaine est la décoration de la célèbre, et jusqu'au XVIIe siècle la plus grande maison de campagne de la province de Groningue, Nienoord à Midwolde en 1675.

## Biographie
Herman Collenius vit en Italie avant de s'installer à Groningue. Il y devient populaire auprès des élites locales, qui lui commandent des portraits et le chargent de la décoration de leurs demeures.

## Galerie

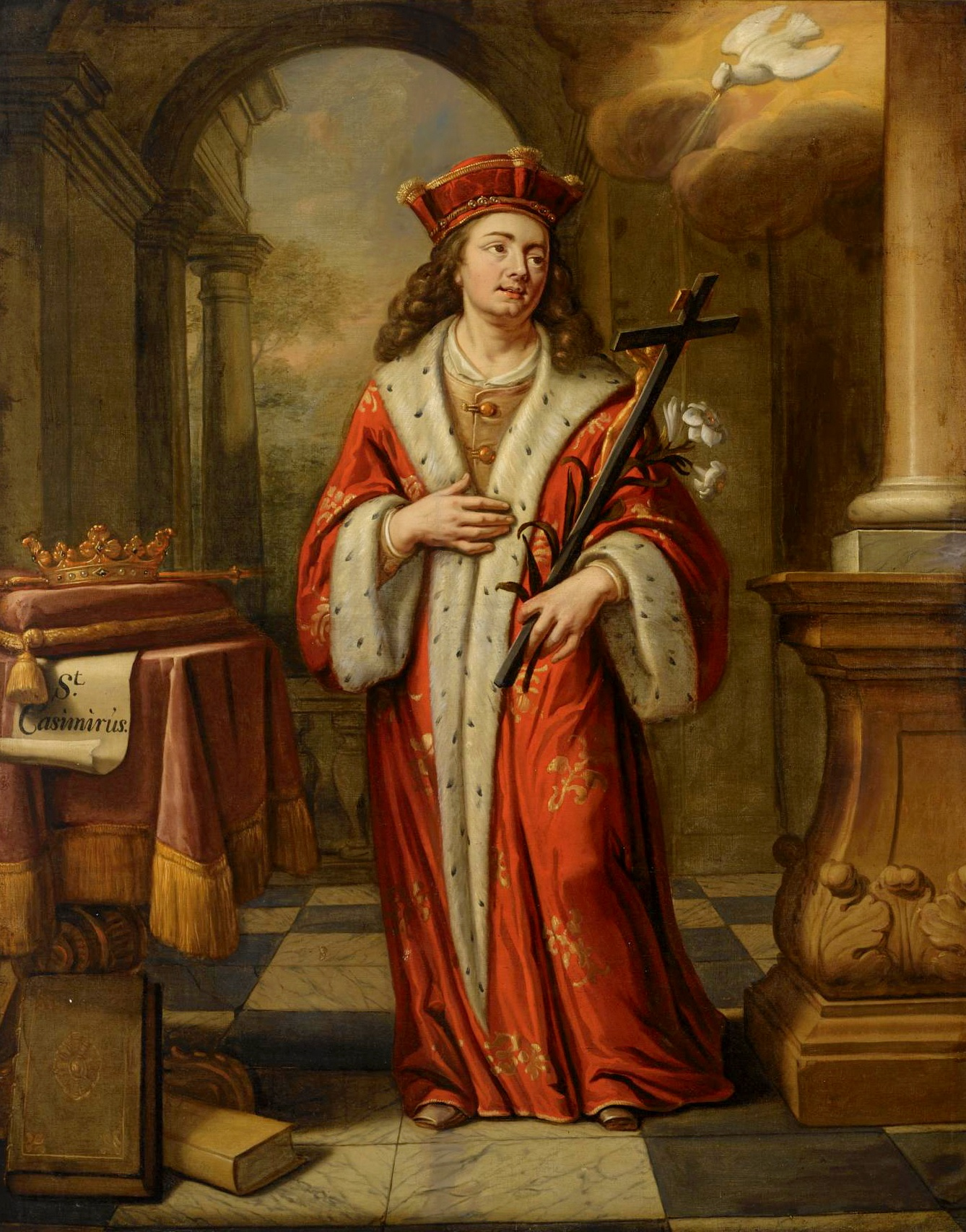
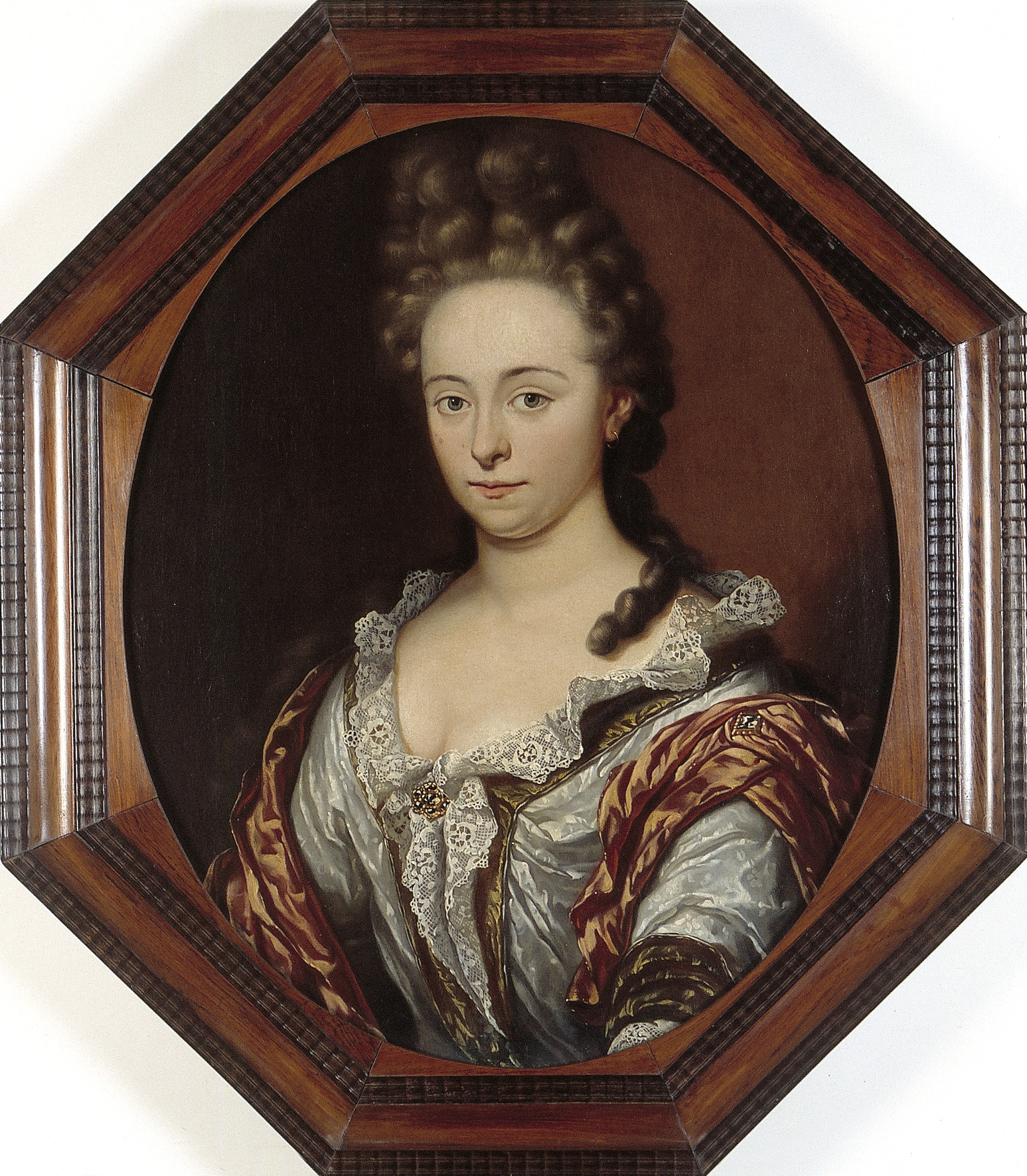
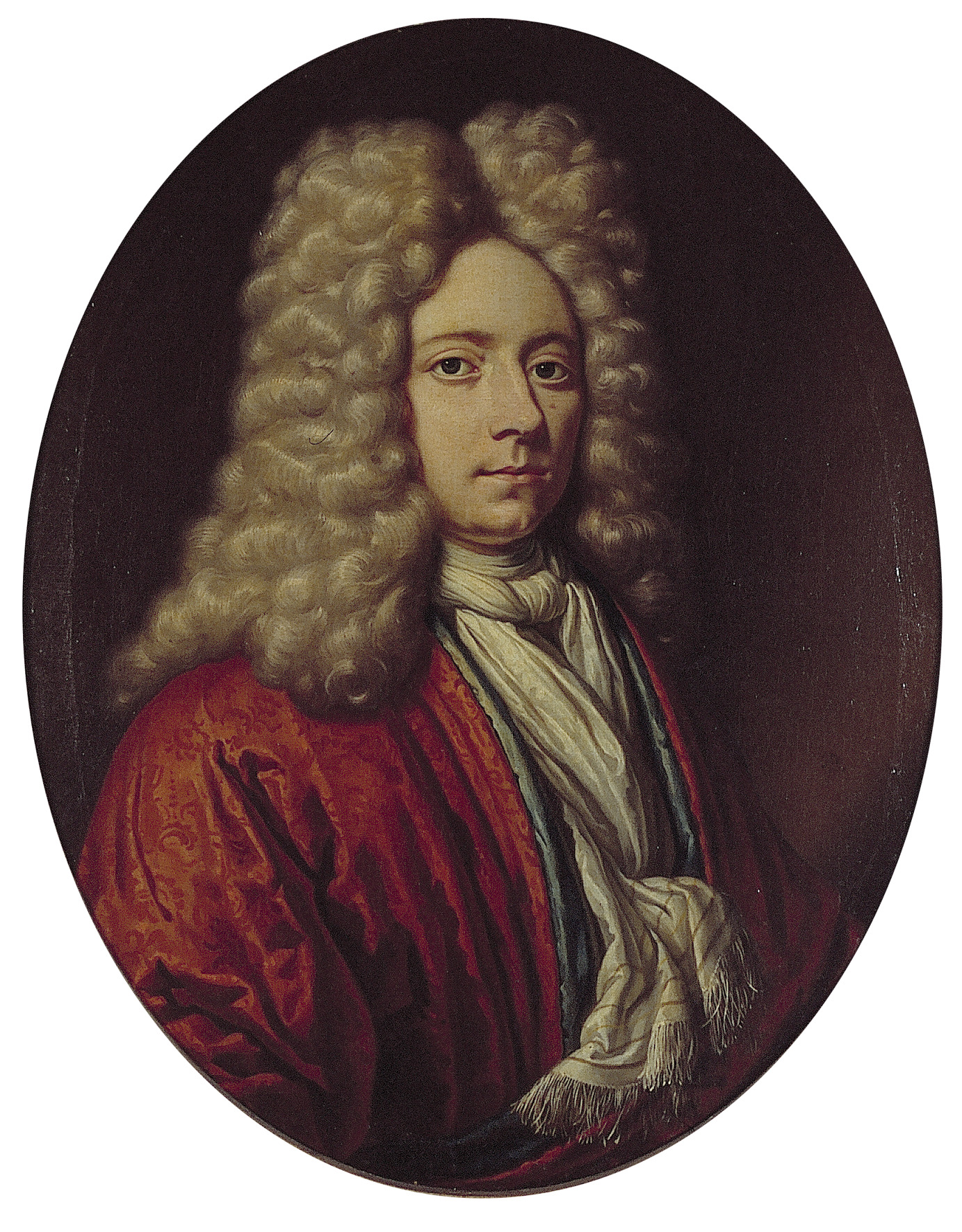
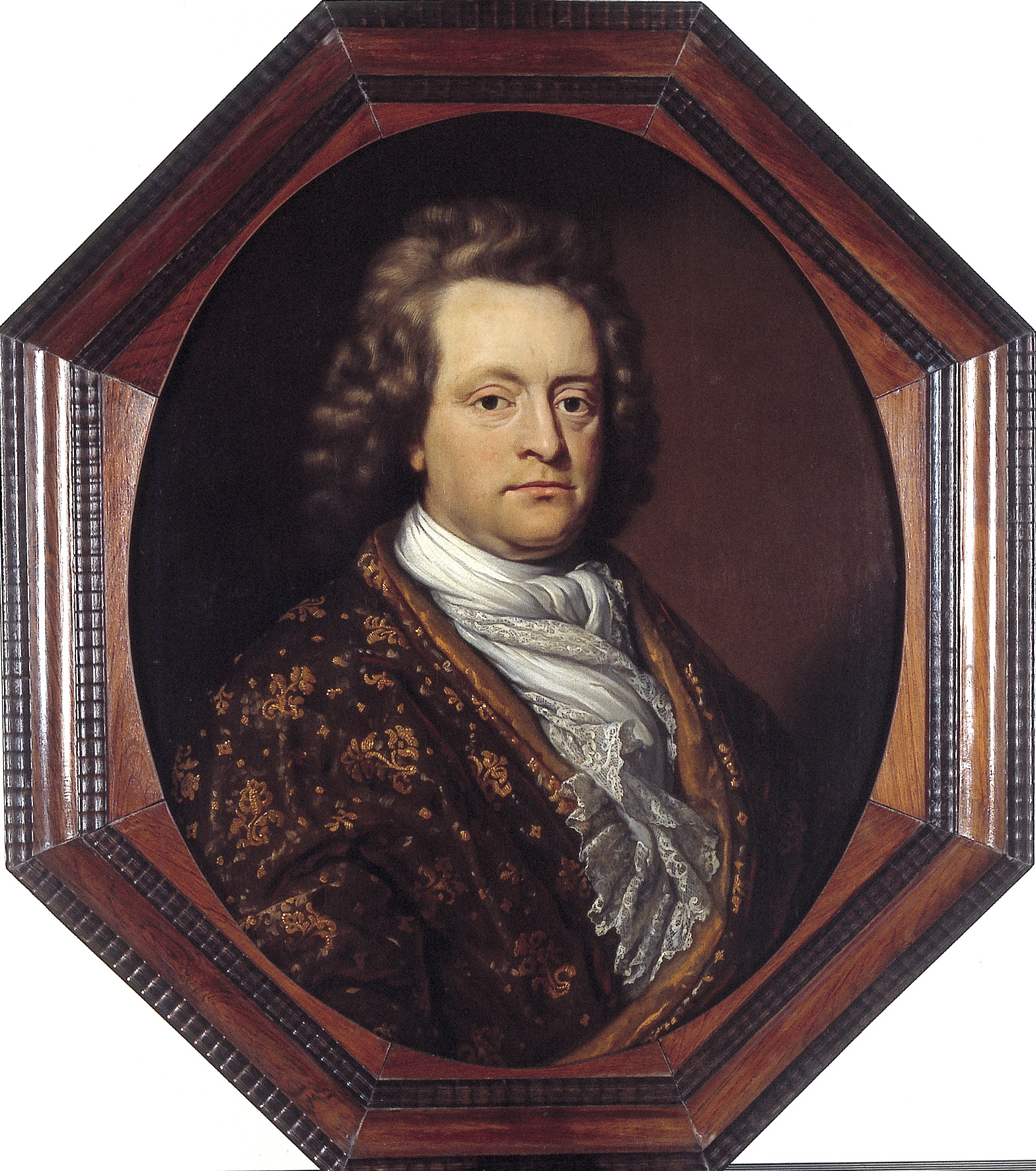
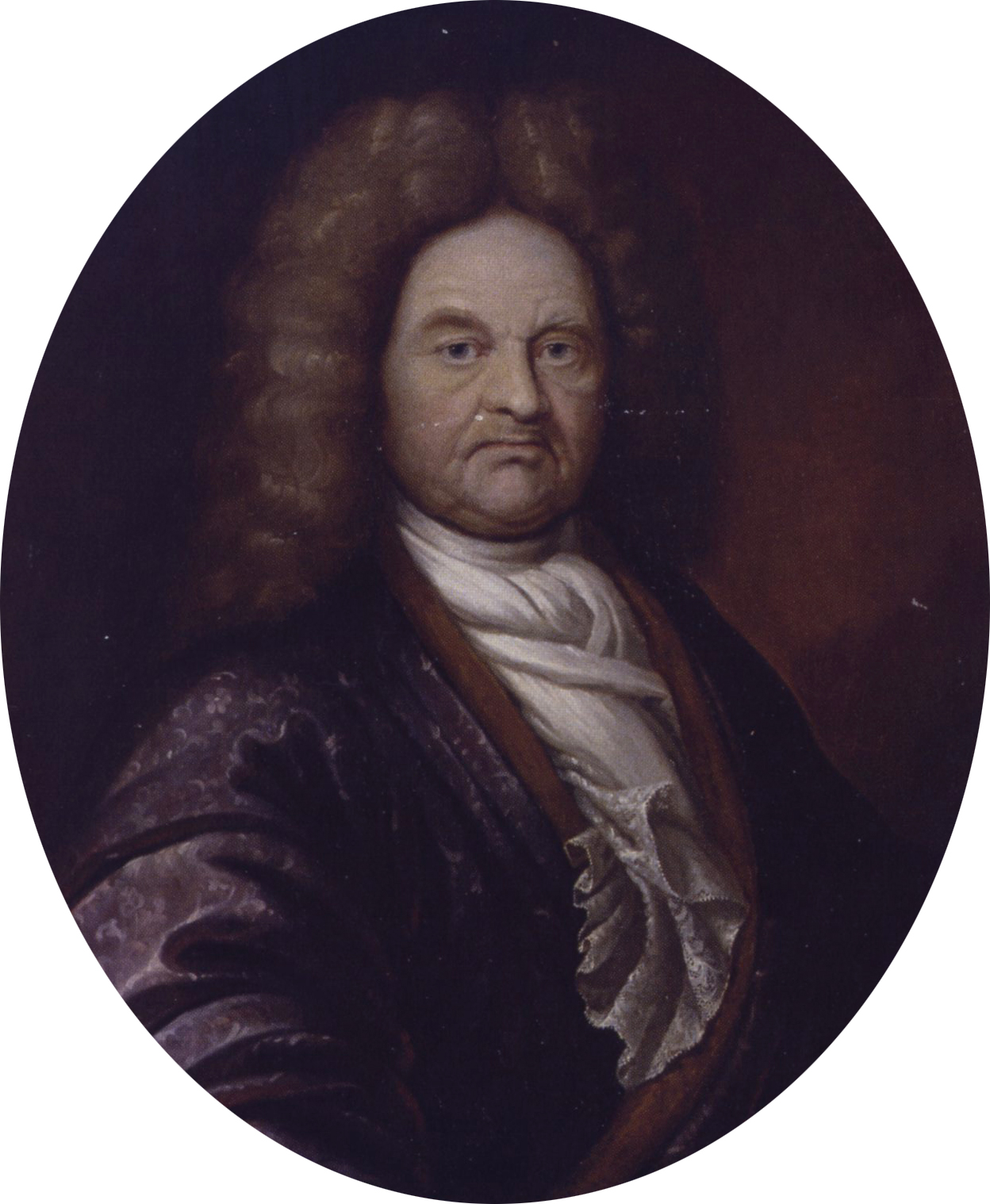